# Мартіньякко
Мартіньякко (італ. Martignacco, вен. Martignaco) — муніципалітет в Італії, у регіоні Фріулі-Венеція-Джулія,  провінція Удіне.
Мартіньякко розташоване на відстані близько 470 км на північ від Рима, 75 км на північний захід від Трієста, 9 км на північний захід від Удіне.
Населення — 6904 особи (2014).
Щорічний фестиваль відбувається 3 лютого. Покровитель — святий Власій.

## Демографія
Населення за роками:

Станом на 1 січня 2023 року в муніципалітеті офіційно проживав 301 іноземець з 46 країн, серед них 127 громадян країн Євросоюзу та 29 громадян України.

## Сусідні муніципалітети
- Базиліано
- Фаганья
- Моруццо
- Паньякко
- Пазіан-ді-Прато
- Таваньякко